# Stortjärnen (Rätans socken, Jämtland, 693588-142951)
Stortjärnen är en sjö i Bergs kommun i Jämtland och ingår i Ljungans huvudavrinningsområde.